# Koç Rams
Die Koç Rams sind ein American-Football-Team aus Istanbul in der Türkei. Die Rams sind vierfacher türkischer Meister.
In der Saison 2022 stellten sie unter dem Namen Istanbul Rams ein Team in der European League of Football (ELF). Das Team wurde Ende 2022 zurückgezogen.
Daneben stellen die Rams eine Mannschaft in der türkischen Universitätsliga sowie eine Frauen-Flag-Football-Mannschaft.

## Geschichte
Die Rams wurden 2004 an der Koç-Universität gegründet. Anfangs spielten sie in der Universitätsliga.

### 2013 bis 2020
2013 stiegen die Rams unbesiegt aus der 2. Liga in die höchste türkischen Liga TKFL auf.  Sowohl 2013/14 als auch 2014/15 blieben die Rams in der regulären Saison unbesiegt, unterlagen aber jeweils im Finale den Boğaziçi Sultans. 2016 gewann man erstmals die Meisterschaft, im Finale wurden die Boğaziçi Sultans mit 21:14 bezwungen. Weitere drei Titel folgten in den folgenden drei Jahren. Dabei blieben die Rams in der TKFL von 2016 bis zum Abbruch der Saison 2020 unbesiegt.
2016 spielten die Rams auch erstmals international und nahmen an der IFAF Europe Champions League teil. Nach Siegen gegen die St. Petersburg Griffins und die Carlstad Crusaders zogen die Rams ins Final Four ein und unterlagen dort den Milano Seamen mit 14:17. Ab 2017 nahmen die Rams an der CEFL teil. Während man 2017 nur zwei Niederlagen hinnehmen musste, zog man 2018 mit zwei Vorrundensiegen in den CEFL Bowl ein. Dort unterlag man den Swarco Raiders Tirol mit 20:49. 2019 musste man in der Vorrunde dagegen wieder drei Niederlagen hinnehmen.

### Istanbul Rams in der ELF 2022
Am 15. Oktober 2021 gab der Verein bekannt, dass er unter dem Namen Istanbul Rams ab der Saison 2022 in der European League of Football startet. Hierfür wurde der US-Amerikaner Val Gunn als Head Coach und General Manager verpflichtet. Am 29. Juni 2022 trat Val Gunn von seinen Positionen zurück. Neuer Interims Head Coach wurde Matt Lawson, den Posten als General Manager übernahm Emir Can Kefeli.
Ihre Heimspiele trug die Mannschaft im Maltepe Hasan Polat Stadion aus. Die Umbauarbeiten im ursprünglich geplanten Yusuf Ziya Öniş Stadyumu konnten bis zum Saisonbeginn nicht abgeschlossen werden. Die Mannschaft startete mit einer knappen 38:40-Niederlage bei den Cologne Centurions. Die folgenden Spiele zeigten jedoch deutliche Klassenunterschiede zu den Gegnern, bis hin zum 0:70 zu Hause gegen die Hamburg Sea Devils. Im folgenden Spiel gelang mit dem neuen Quarterback Isaiah Blair jedoch  ein überraschender 22:19-Sieg gegen die Barcelona Dragons, dem Tabellenführer der Southern Conference. Auch in den restlichen Spielen zeigte sich die Mannschaft klar stärker als zuvor, konnte jedoch kein weiteres Spiel mehr gewinnen.
Am 16. Dezember 2022 kündigten die Rams an in der Saison 2023 „aufgrund der insgesamt schwierigen sportlichen und wirtschaftlichen Lage“ nicht in der ELF anzutreten.
| # | Name        | Zeitraum | Regular Season | Regular Season | Regular Season | Regular Season |
| # | Name        | Zeitraum | Spiele         | S              | N              | Gewonnen%      |
| - | ----------- | -------- | -------------- | -------------- | -------------- | -------------- |
| 1 | Val Gunn    | 2021–22  | 4              | 0              | 4              | 0,000          |
| 2 | Matt Lawson | 2022     | 8              | 1              | 7              | 0,125          |

| Abkürzungen der Spieler-Positionen im American Football | Abkürzungen der Spieler-Positionen im American Football |
| ------------------------------------------------------- | --- |
| Offense                                                 | QB – Quarterback \| RB – Runningback \| FB – Fullback \| TE – Tight End \| E/WR – Wide Receiver \| T – Tackle \| G – Guard \| C – Center |
| Defense                                                 | DT – Defensive Tackle \| DE – Defensive End \| NT – Nose Tackle \| LB – Linebacker \| ILB – Inside Linebacker \| MLB – Middle Linebacker \| OLB – Outside Linebacker \| CB – Cornerback \| NB – Nickelback \| FS – Free Safety \| SS – Strong Safety |
| Special Teams                                           | K – Kicker \| P – Punter \| KS – Kicking Specialist \| KOS – Kickoff Specialist \| LS – Long Snapper \| RS – Return Specialist \| KOR/KR – Kick Returner \| PR – Punt Returner \| PP – Punt Protector                                                |

### TKFL ab 2022
Nach zwei Jahren coronabedingter Pause wurde 2022 wieder die TKFL ausgespielt. Das Team der Rams erreicht das Finale, unterlag jedoch dem Lokalrivalen Boğaziçi Sultans. In der Saison 2023 gewannen die Rams das Finale gegen die Istanbul Bisons mit 17:14 und holten sich die fünften Meistertitel.

## Erfolge
- Türkischer Meister: 2016, 2017, 2018, 2019, 2023, 2024

## Statistiken

### TKFL – 1. Liga
| Saison | Regular season | Regular season | Regular season | Regular season | Regular season | Playoff            | Playoff            | Playoff            | Playoff            | Playoff            | Playoff                                      |
| Saison | Sp             | S              | N              | P+             | P−             | Sp                 | S                  | N                  | P+                 | P−                 |                                              |
| ------ | -------------- | -------------- | -------------- | -------------- | -------------- | ------------------ | ------------------ | ------------------ | ------------------ | ------------------ | -------------------------------------------- |
| 2014   | 7              | 7              | 0              | 209            | 102            | 1                  | 0                  | 1                  | 23                 | 30                 | Niederlage Finale vs. Boğaziçi Sultans 23:30 |
| 2015   | 7              | 7              | 0              | 188            | 38             | 1                  | 0                  | 1                  | 7                  | 10                 | Niederlage Finale vs. Boğaziçi Sultans 7:10  |
| 2016   | 6              | 6              | 0              | 180            | 42             | 2                  | 2                  | 0                  | 55                 | 14                 | Sieg Finale vs. Boğaziçi Sultans 21:14       |
| 2017   | 7              | 7              | 0              | 289            | 83             | 2                  | 2                  | 0                  | 73                 | 30                 | Sieg Finale vs. Sakarya Tatankaları 56:14    |
| 2018   | 7              | 7              | 0              | 244            | 57             | 2                  | 2                  | 0                  | 91                 | 35                 | Sieg Finale vs. Boğaziçi Sultans 52:21       |
| 2019   | 7              | 7              | 0              | 275            | 67             | 2                  | 2                  | 0                  | 64                 | 46                 | Sieg Finale vs. ODTÜ Falcons 29:19           |
| 2020   | 1              | 1              | 0              | 23             | 7              | Saison abgebrochen | Saison abgebrochen | Saison abgebrochen | Saison abgebrochen | Saison abgebrochen | Saison abgebrochen                           |
| 2022   | 7              | 5              | 2              | 120            | 56             | 2                  | 1                  | 1                  | 32                 | 30                 | Niederlage Finale vs. Boğaziçi Sultans 14:17 |
| 2023   | 7              | 6              | 1              | 146            | 94             | 2                  | 2                  | 0                  | 38                 | 21                 | Sieg Finale vs. Istanbul Bisons 17:14        |
| 2024   | 7              | 5              | 2              | 166            | 106            | 2                  | 2                  | 0                  | 51                 | 12                 | Sieg Finale vs. Izmir Halcyons 10:0          |
| Summe  | 63             | 58             | 5              | 1840           | 652            | 16                 | 13                 | 3                  | 434                | 228                | Finale: 6-3                                  |

### Internationale Wettbewerbe
| Saison                           | Sp                             | S                              | N                              | P+                             | P−                             | Playoffs                           |
| IFAF European Champions League   | IFAF European Champions League | IFAF European Champions League | IFAF European Champions League | IFAF European Champions League | IFAF European Champions League | IFAF European Champions League     |
| -------------------------------- | ------------------------------ | ------------------------------ | ------------------------------ | ------------------------------ | ------------------------------ | ---------------------------------- |
| 2016                             | 2                              | 2                              | 0                              | 53                             | 17                             | Halbfinale 14:17 gg. Milano Seamen |
| Central European Football League |                                |                                |                                |                                |                                |                                    |
| 2017                             | 2                              | 0                              | 2                              | 42                             | 56                             | –                                  |
| 2018                             | 2                              | 2                              | 0                              | 108                            | 62                             | Finale 20:49 @Swarco Raiders Tirol |
| 2019                             | 3                              | 0                              | 3                              | 60                             | 163                            | –                                  |
| CEFL                             | 7                              | 2                              | 5                              | 210                            | 281                            | 1 Finalniederlage                  |

### European League of Football
| Saison | Liga | Conference | Platz | Spiele | S | N  | SQ    | P+  | P−  | Diff | Conf | Serie        | Postseason | Zuschauer Ø |
| ------ | ---- | ---------- | ----- | ------ | - | -- | ----- | --- | --- | ---- | ---- | ------------ | ---------- | ----------- |
| 2022   | ELF  | Southern   | 4.    | 12     | 1 | 11 | 0,083 | 210 | 499 | −289 | 1:5  | 6N − 1S − 5N | —          | 432         |

#### Direkter Vergleich
| Gegner             | erste Begegnung | Regular Season | Regular Season | Regular Season | Regular Season | Regular Season | Regular Season | Regular Season | Play-offs | Play-offs | Play-offs | Play-offs | Play-offs | Höchster Sieg     | Höchste Niederlage |
| Gegner             | erste Begegnung | Sp             | S              | N              | SQ             | P+             | P−             | Diff           | S         | N         | P+        | P−        | Diff      | Höchster Sieg     | Höchste Niederlage |
| ------------------ | --------------- | -------------- | -------------- | -------------- | -------------- | -------------- | -------------- | -------------- | --------- | --------- | --------- | --------- | --------- | ----------------- | ------------------ |
| Barcelona Dragons  | 2022            | 2              | 1              | 1              | 0,500          | 29             | 60             | −31            |           |           |           |           |           | 22:19 (+3 / 2022) | 7:41 (−34 / 2022)  |
| Berlin Thunder     | 2022            | 2              | 0              | 2              | 0,000          | 21             | 79             | −58            |           |           |           |           |           | -                 | 7:41 (−34 / 2022)  |
| Cologne Centurions | 2022            | 2              | 0              | 2              | 0,000          | 68             | 83             | −15            |           |           |           |           |           | -                 | 30:43 (−13 / 2022) |
| Hamburg Sea Devils | 2022            | 2              | 0              | 2              | 0,000          | 26             | 99             | −73            |           |           |           |           |           | -                 | 0:70 (−70 / 2022)  |
| Rhein Fire         | 2022            | 2              | 0              | 2              | 0,000          | 44             | 92             | −48            |           |           |           |           |           | -                 | 12:42 (−30 / 2022) |
| Vienna Vikings     | 2022            | 2              | 0              | 2              | 0,000          | 22             | 86             | −64            |           |           |           |           |           | -                 | 0:49 (−49 / 2022)  |

Stand: 3. September 2022
Legende:
| Spiele       | Siege              | Niederlagen           |
| SQ Siegquote | P+ gemachte Punkte | P− gegnerische Punkte |